# Anastatus kashmirensis
Anastatus kashmirensis är en stekelart som beskrevs av Mathur 1956. Anastatus kashmirensis ingår i släktet Anastatus och familjen hoppglanssteklar. Inga underarter finns listade i Catalogue of Life.